# Sextonia (plante)
Cet article concerne le genre de plantes. Pour le genre de crustacés amphipodes, voir Sextonia (animal).
Genre
Sextonia est un genre de plantes à fleurs de la famille des Lauraceae.

## Liste d'espèces
Selon Catalogue of Life (17 juillet 2018), NCBI (17 juillet 2018), The Plant List (17 juillet 2018) et Tropicos (17 juillet 2018) :
- Sextonia pubescens van der Werff
- Sextonia rubra (Mez) van der Werff